# Irina Ionesco
Pour les articles homonymes, voir Ionesco.
Irina Ionesco, née Irène Ionesco le 3 septembre 1930 à Paris et morte le 25 juillet 2022 dans la même ville, est une photographe française.
Considérée comme une « icône gothique et grande dame de la photographie érotique », elle est connue pour avoir utilisé sa fille Eva, alors prépubère, comme modèle et avoir été condamnée au civil par la cour d'appel de Paris pour « sexualisation malsaine » d’une « très jeune enfant ».

## Biographie

### Jeunesse
Ses parents, des immigrés roumains venus de Constanța, en Roumanie, s'installent à Paris où Irène Ionesco naît le 3 septembre 1930,. Son père est violoniste et sa mère trapéziste l'abandonnent à quatre ans, elle est donc renvoyée en Roumanie où elle est élevée dans le monde du cirque par sa grand-mère et ses oncles.
Fuyant l'occupation soviétique en 1946, elle revient à Paris. De 15 à 22 ans, elle fait le tour des cabarets en Europe, au Moyen-Orient où elle est tour à tour danseuse aux serpents et contorsionniste,.
Victime d'un accident lors d'un numéro de danse à Damas, elle commence à dessiner, à peindre. Elle est, pendant quelques années, la compagne du peintre d'avant-garde néerlandais Corneille, fondateur du mouvement Cobra.

### Photographe
Elle suit des études d'art à Paris, où elle découvre la photographie en 1964, lorsque Corneille lui offre un reflex. Le 2 avril 1974, son exposition à la Nikon Gallery (Paris) attire fortement l'attention.
Bientôt, elle est publiée dans de nombreux magazines grand public et artistiques comme L'Œil, Connaissance des arts, mais également dans certains autres magazines érotiques ou pornographiques comme Photo, Playboy, Playmen, Penthouse et Normal, et recueils aujourd'hui très prisés des collectionneurs et expose dans les galeries d'art du monde entier.
L'œuvre d'Irina Ionesco est surtout connue pour ses théâtralisations de femmes savamment habillées, parées de bijoux, gants et autres atours, accompagnées d'objets symboliques comme des foulards et parfois d'autres symboles fétichistes, posant quelquefois d'une manière provocante ou érotique.
Certaines de ses photographies mettant en scène sa fille Eva, entre l'âge de 4 et 12 ans, ont d'ailleurs été qualifiées par les juges pour certaines d'entre elles « comme appartenant habituellement au registre de l'érotisme ou de la pornographie ». Elle fait jouer sa fille dans deux films érotiques, Spermula et Jeux interdits de l'adolescence, dont les scènes érotiques dans laquelle elle apparaît sont par la suite censurées dans les VHS mais dont les collectionneurs recherchent les versions uncut.
Au cours des années 1970 et au début des années 1980, elle photographie de nombreuses personnalités, notamment Sylvia Kristel (héroïne du film Emmanuelle) ou Élisabeth Huppert pour l'édition française du magazine érotique Playboy, parmi d'autres modèles peu ou pas connus du tout mais qui ont contribué à l'essentiel du corpus de son œuvre photographique : Fafa, Vivianne, Maroussia, Sacha, etc.
Entre 2000 et 2012, Irina Ionesco réalise un important travail de photographie de mode pour la presse, notamment pour Vogue ou Stiletto.

### Polémique et procès intenté par sa fille Eva
En 2011, Eva Ionesco réalise My Little Princess, un film où elle montre une enfant érotisée à l'occasion de mises en scène photographiques. Le personnage d'Irina Ionesco est interprété par Isabelle Huppert.
À la sortie du film, Eva Ionesco déclare : « My Little Princess est très en dessous de ce que j’ai vécu. »
Dans le même temps, Eva Ionesco engage à nouveau un procès contre sa mère. Celle-ci est condamnée par le tribunal de grande instance de Paris le 17 décembre 2012 à verser 10 000 euros de dommages et intérêts au lieu des 200 000 euros demandés pour atteinte au droit à l’image et à la vie privée de sa fille Eva pour ces photos prises durant les années 1970 alors qu’Eva était âgée de 4 à 12 ans. 
Le 27 mai 2015, la cour d'appel de Paris interdit à Irina Ionesco d’exposer, vendre ou diffuser des images de sa fille sans le consentement de celle-ci, et porte les dommages intérêts alloués à cette dernière à 70 000 euros .
Irina Ionesco meurt à l’âge de 91 ans à l'hôpital Rothschild de Paris le 25 juillet 2022.
Elle désigne son petit-fils l'artiste Lukas Ionesco comme légataire universel et désigne son dernier avocat Emmanuel Pierrat comme exécuteur testamentaire.

## Publications

### Ouvrages personnels

#### Années 1970
- Liliacées langoureuses aux parfums d’Arabie (1974), Chêne  (ISBN 2-85108-005-9)
- Femmes sans tain (1975), Bernard Letu
- Nocturnes (1976)
- Litanies pour une amante funèbre (1976), Cegna Editori
- Temple aux miroirs (1977), Seghers
- Irina Ionesco (1979), Bernard Letu  (ISBN 2-88051-006-6)

#### Années 1980
- Cent onze photographies érotiques (1980), Borderie, Les Pilles 1980  (ISBN 2-86380-011-6)
- Le Divan (1981), Borderie, Paris 1981
- Les Passions (1984), Pink Star Éditions, Paris 1984  (ISBN 2-903901-05-8)
- The Eros of Baroque (1988), Tokyo, Libroport 1988  (ISBN 4-845-70362-9)

#### Années 1990
- Les Immortelles (1991), Contrejour, Paris 1991  (ISBN 2-85949-128-7)
- Égypte chambre noire (1991)
- Kafka ou le passant de Prague (1992), Ed. Sand, Paris 1992  (ISBN 2-7107-0483-8)
- TransEurope (1994)
- Nudes (1996), Edition Stemmle, Kilchberg/Zürich 1996  (ISBN 3-908162-52-1)
- Hiver clinique. Ed. Phi, Luxembourg 1996  (ISBN 2-87962-057-0)

#### Années 2000
- Eva : Éloge De Ma Fille (2004). Tokyo, Éditions Treville 2004  (ISBN 0-9727073-1-X)
- L'Œil de la poupée (2004, avec Marie Desjardins). Des femmes, Paris 2004  (ISBN 2-7210-0485-9)
- R (2004). Pan-Exotica. Tokyo, Éditions Treville 2004  (ISBN 4-309-90604-4)
- Le Japon interdit (2004). Arts Galeries Benchaieb, Paris 2004  (ISBN 2-9523045-0-5)

#### Années 2010
- Master Set, Edition YNOX, Paris 2014  (ISBN 978-2-36699-017-1)
- Sylvia Kristel, Edition YNOX, Paris 2014  (ISBN 978-2-36699-012-6) (édition de tête) &  (ISBN 978-2-36699-013-3) (édition courante)

### Ouvrages collectifs
- 1979 – Women on Women (Twelve Photographic Portfolio, A&W Publication, Deborah Turbeville, Karin Szekessy, Alice Springs, Sacha, Marcia Resnick, Christa Peters, Sarah Moon, Linda Benedict/Jones, Irina Ionesco, Jo alison Feiler, Shirley Beljon, Caroline Arber
- 1979 – La Photographie et le Charme Féminin, Éditeur Christophe Collomb, 144 p. Photographies de : Michael Boys, John Kelly, Robert Farber, John Swannell, Alan Kaplan, James Wedge, Irina Ionesco, Ray Garcia, Hideki Fujii, Uwe Omner
- 1982 – Le Nu Français - Éditions Jannink, 1982, Paris . Texte de Jacques Laurent, photos de Jeanloup Sieff, Edouard Boubat, Henri Cartier Bresson, Jean-Philippe Charbonnier, Lucien Clergue, Jean Dieuzaide, Robert Doisneau, Anne Garde, Irina Ionesco, J.H. Lartigue, Man Ray, Meerson, Michaud et Willy Ronis
- 1984 – Passions - Irina Ionesco, Michael Lonsdale & Pierre Bourgeade (Le Club Du Livre Secret & Pink Star Éditions). 69 photographies d'Irina Ionesco. 31 × 24,4 cm. Couverture souple
- 1991 – Méditerranéennes - Éditions Contrejour, 1991. Elysabeth Foch, préface Jean-Marie Dallet. La Méditerranée en images avec notamment : Irina Ionesco, Werner Bischof, Edouard Boubat, Jean Dieuzaide, Alberto Garcia Alix, Agnès Vard, William Klein, etc.  (ISBN 2-85949-124-4)
- 2014 – Black Forest, 50 photographes contemporains (Roger Ballen, Arthur Tress, Jœl-Peter Witkin…), Russell Joslin, Candela Books, New York

### Publications dans la presse photographique

#### Années 1970
- 1973 - Opus international, n° 43, avril, « Les nuits rêvées d'Irina Ionesco », texte et poème de Corneille
- 1974 - Photo n° 80, mai, portfolio Eva Ionesco
- 1974 - Skema, n° 7, juillet
- 1975 - Photo n° 97, octobre
- 1975 - Photo Italie, n° 3
- 1976 - Photo, n° 104, mai
- 1976 - Penthouse « Photo World », juin/juillet
- 1977 - Photo n° 113, février, 84 p.
- 1977 - Zoom, n° 117, Série : « Litanies pour une amante funèbre »
- 1977 - Yes Weekly magazine, Scarce spanish
- 1978 - Photo n° 124, janvier
- 1978 - Zoom n° 59, janvier
- 1979 - Photo n° 141, juin
- 1979 - Photo reporter
- 1979 - Playboy n° 66, mai, Sylvia Kristel
- 1979 - Playmen, Sylvia Kristel
- 1979 - Zoom, n° 59, décembre/janvier, 132 p. (dimension : 24 cm × 31 cm), p. 94, « Les coursives du rêve » (interview Yves Aubry).
- 1979 - Photo n° 147, 150 p., 27,5 × 21,5 cm, décembre, « Style 80 » p. 102 (exposition de la galerie Sylvia Bourdon)

#### Années 1980
- 1980 - Photo n° 59, mai
- 1980 - Playmen, décembre
- 1982 - Playboy n° 103, juin
- 1983 - Playmen (Italie)
- 1983 - Lui n° 229, février
- 1983 - Zoom n° 108, mars
- 1984 - Playmen, décembre
- 1985 - Photo, avril
- 1985 - Photo n° 118, avril
- 1986 - Zoom n° 15 - édition japonaise
- 1986 - Playmen n° 134
- 1987 - Photo n° 234, mars, 114 p., « À la recherche de Bataille » - modèle : Anne de Broca
- 1988 - Excelsior n° 28, 29 × 23,5 cm, 138 p.

#### Années 2000
- 2002 - Rebel, n° 4 - photographies de mode
- 2004 - Above Magazine n° 1
- 2005 - Ynox Paris n° 5, « Natures mortes psychanalytiques », 68 p., texte Jean-Fabien G. Phinera
- 2007 - Stiletto n° 7, juillet - photographies de mode
- 2007 - Stiletto n° 17, août 2007 - Hiver 2007/2008 - photographies de mode
- 2008 - Stiletto n° 20, septembre 2008 - Automne 2008 - photographies de mode

#### Années 2010
- 2010 - Stiletto n° 28, septembre 2010 - Automne 2010 - photographies de mode
- 2011 - Stiletto n° 30, juin 2011 - Printemps/Eté 2011 - photographies de mode
- 2012 - Stiletto n° 35, septembre - hors-série Biennale des Antiquaires, Paris - photographies de mode
- 2012 - Zoo magazine, décembre - photographies des années 1970, les portraits peints d'Irina Ionesco par Gérard Beringer
- 2012 - Photo n° 211 - Collection Club, 82 p., mai (avec Élisabeth Huppert)
- 2016 - Normal Magazine hors série n°1 Printemps 2016 - Le nu vu par
- 2022 - Normal Magazine n°14 automne 2022 - Héroïnes

### Textes auto-biographiques d'Irina Ionesco sur son œuvre
- Irina Ionesco, Mon Tapis volant (lire en ligne [PDF])
- Irina Ionesco, « Mon désir d'Orient », Confluences Méditerranée, no 10,‎ 1994, p. 161-163 (lire en ligne [PDF])
- Irina Ionesco, « Le troisième œil », L'en-je lacanien, Éditions Érès, no 10,‎ 2008, p. 163-168 (lire en ligne)

### DVD et éditions numériques
- Nude, DVD (Japon)
- Litanie per un amante funebre. Con CD-ROM - Ionesco Irina, Wittkop Gabrielle, cur. Cegna G., Si-Times Edizioni, 2013 (Italie)
- New York room 442. Con DVD dell'opera originale - Corneille Pierre, cur. Irina Ionesco, Cegna G., Si-Times Edizioni, 2013 (Italie)

## Expositions
- 1970 – Jalmar Galerie, Amsterdam
- 1971 – Galleria La Lanterna, Trieste – Milan
- 1973 – Photographer’s Gallery, Londres
- 1974 – Galerie Nikon, Paris • Galerie Spectrum, Barcelona
- 1975 – Canon Photo Gallery, Amsterdam • Pentax Gallery, Tokyo • Galerie 5-6, Gand • Galerie Bernard Letu, Genêve
- 1976 – Galerie Canon, Genêve • Studio d’Arte Contemporanea, Roma • Galerie Loplop, Tokyo
- 1978 – Galerie FNAC Montparnasse, Paris
- 1980 – Galerie Aspects, Bruxelles • Hansen Gallery, New York (USA) • Galerie Jade, Colmar
- 1982 – Les Carnets d'Aryan, Galerie Créatis, Paris • Galerie Bijam Alam, Paris
- 1983 – Galerie Aspects, Bruxelles
- 1984 – Zeit Photo Salon, Tokyo
- 1987 – Galerie Interform, Japon
- 1989 – Photographies 1969-1969, Espace Photographique, Paris Audiovisuel • Rêve d’Égypte, Centre Culturel Français, Le Caire & Alexandrie
- 1991 – Les Immortelles, Galerie Contrejour, Paris • Kafka ou le Cercle de Prague  et Le Château de Mucha à Prague, Galerie Nationale, Prague • Bursary Léonard de Vinci : Institut français de Prague
- 1992 – Baby Jane, Galerie Turbulence, New York
- 1992-1995 – Galerie De Zwarte Man, Bruxelles et Knocke-Le-Zoute
- 1993 – Regards sur Tanger, Institut du monde arabe, Paris • Galerie Vrais Rêves, Lyon
- 1994 – Photogalerie Bild, Aarau, Suisse
- 1995 – Les rituels et les jours[réf. nécessaire][pas clair], Bon Marché Rive Gauche, Paris
- 1996 – Souvenirs des jours, Galerie Nikon, Tokyo & Osaka  • Past Rays Gallery, Yokohama • In color, Delta Mirage, Tokyo
- 1998 – Past Rays Photo Gallery, Yokohama  • L'Or du Temps, galerie de la Reine Margaux, Paris
- 2000 – Les Femmes, Galerie Accento, Etterbeek • Past Rays Photo Gallery, Yokohama
- 2001 – Anges, Past Rays Photo Gallery, Yokohama • Galleria 70, Milan  • Past Rays Photo Gallery, Yokohama
- 2002 – Galleria 70, Milan • Past Rays Photo Gallery, Yokohama
- 2003 – MiArt, International Fair of Modern and Contemporary Art, Milan Galleria 70 • Past Rays Photo Gallery, Yokohama
- 2004 – Le Japon Interdit, Arts Galerie Benchaieb, Paris
- 2005 – Eva-The Nymph Of Dream, Parco Museum of art and beyond, Tokyo
- 2006 – Galleria 70, Milão • Palais de Tokyo—Ultra Peau, Paris • Biennale Internazionale di Fotografia di Brescia (Italy)
- 2007 – II Corpo Nudo, Musée de la photographie Ken Damy, Brescia • Irina Ionesco et Christine Spengler, « Interlude Photo », Ynox Gallery Palais-Royal, Paris
- Kowasa Gallery — L’Eternel Féminin, Barcelone
- Galerie Baudoin Lebon, Paris
- 2008 – Musée de l’Élysée, Controverses : Une histoire juridique et éthique de la photographique », Lausanne
- 2009 – NU(E)S, Galerie Baudoin Lebon, Paris
- 2009-2010 – Collection de Gilles Deves, Musée Tavet-Delacour, Pontoise
- 2010 – Irina Ionesco, Galerie One Piece Contemporary Art, Roma • Sogno svelato, Camera16 contemporary art, Milan • Irina Ionesco, Galerie E.G.P, Paris
- 2013 - Irina IONESCO, son monde et la mode, Galerie Vrais Rêves, Lyon

## Collections publiques et musées
- Musées d'Art Moderne de la Ville de Paris, Paris
- Maison Européenne de la Photographie (MEP), Paris
- Bibliothèque nationale de France (BNF), BPI, Paris
- Musée Camille Pissarro, Paris
- Musée de l'Élysée, Suisse
- Musées royaux des beaux-arts de Belgique
- Musée Ludwig, Cologne, Allemagne
- Bates Museum of Art, Maine, États-Unis

### Autour d'Irina Ionesco
- Anissa Barrak - Rencontre avec Irina Ionesco (1990), « Baroque et cosmopolite » publié dans la revue Confluences Méditerranée n° 10
- Antonio Quinet - Entretien avec Irina Ionesco (2004) publié dans la revue Eres, L'en-je lacanien n° 2
- Zora von Burden, Women of the Underground, essai, 2011, 240 p.

### Filmographie
- Le Divan, Henry Chapier (émission de télévision), années 1980
- Nocturne Porte Dorée, documentaire de Delphine Camolli, 52 min, 2003